# Zdeněk Kučera (politik ANO)
Zdeněk Kučera (* 17. července 1979 Praha) je český politik a projektový a procesně systémový manažer, od roku 2018 starosta městské části Praha 18, člen hnutí ANO.

## Život
Vystudoval Fakultu tělesné výchovy a sportu Univerzity Karlovy v Praze se specializací na trenérství triatlonu (získal titul Mgr.).
Po dokončení studií začal pracovat v oblasti IT a managementu. Nejprve působil jako systémová podpora IT v Globusu, kde se postupně vypracoval na procesně systémového manažera. V této roli vedl týmy, optimalizoval procesy a řídil projekty zaměřené na IT a skladové hospodářství. Později přešel do společnosti Alza.cz, kde působil jako projektový manažer. Zde měl na starosti vedení firemních projektů, expanzi poboček Alzaboxů v EU a optimalizaci procesů v odděleních expanze a facility. Souběžně s prací pokračoval ve studiu na Vysoké škole ekonomie a managementu, kde získal titul MBA v oboru management organizací. Své vzdělání si rozšířil ještě studiem DBA Executive Management na Ústavu práva a právní vědy.
Zdeněk Kučera je ženatý a má tři dcery. Ve volném čase se věnuje triatlonu, cestování a vysokohorské turistice.

## Politická kariéra
V roce 2018 byl Zdeněk Kučera zvolen starostou městské části Praha 18 a svou pozici o čtyři roky později úspěšně obhájil. Jako starosta se zaměřil na finanční a investiční politiku, školství, bezpečnost a celkový rozvoj městské části.
Ve volbách do Senátu PČR v roce 2024 kandidoval jako člen hnutí ANO v obvodu č. 23 – Praha 8. V prvním kole skončil druhý, když získal 23,26 % hlasů. Ve druhém kole se utkal s kandidátkou ODS, KDU-ČSL a Patrioti ČR Vladimírou Ludkovou, s níž prohrál poměrem hlasů 32,51 % : 67,48 %. Senátorem se tak nestal.